# Hunger (film, 2008)
Pour les articles homonymes, voir Hunger.
Pour plus de détails, voir Fiche technique et Distribution.
Hunger est un film irlando-britannique réalisé par Steve McQueen, sorti en 2008.
Il évoque la grève de la faim irlandaise de 1981 et les derniers jours du leader de l'IRA Bobby Sands.

## Synopsis
Dans les années 1970, des prisonniers de l'IRA et de l'INLA mènent une grève de l'hygiène à la prison de Maze en Irlande du Nord. Cette action a pour but de faire reconnaître par le gouvernement britannique un statut politique à leur détention. Le rapport de force s'accentue encore quand Bobby Sands, meneur du mouvement, décide d'entamer une grève de la faim en 1981,.
Le film se déploie en trois actes. Le premier décrit les conditions de détention et les luttes des détenus pendant la grève de l'hygiène, parmi lesquels Bobby Sands n'est qu'une figure anonyme. Il commence par une caméra qui suit un des gardes, se rendant de son domicile à la prison. Le deuxième tient en deux plans, dont un de 17 minutes sur un peu plus de 20 minutes : on y voit et entend un échange verbal entre Bobby Sands et l'aumônier catholique de la prison, membre modéré de l'IRA, qui tente de le dissuader d'entamer sa grève de la faim. Le troisième montre les derniers jours et l'agonie du jeune détenu, premier du groupe de détenu à être entré en grève de la faim,,,,.

## Fiche technique
- Titre : Hunger
- Titre original : Hunger
- Réalisation : Steve McQueen[3]
- Scénario : Steve McQueen et Enda Walsh[4]
- Production : Robin Gutch, Laura Hastings-Smith
- Musique : Leo Abrahams et David Holmes
- Photographie : Sean Bobbitt
- Montage : Joe Walker
- Décors : Tom McCullagh
- Costumes : Anushia Nieradzik
- Pays d'origine :  Irlande,  Royaume-Uni
- Format : Couleurs - 2,35:1 - Dolby Digital - 35 mm
- Genre : Drame historique
- Durée : 96 minutes
- Date de sortie : 15 mai 2008 (Festival de Cannes), 31 octobre 2008 (Royaume-Uni)
- Interdit aux moins de 12 ans lors de sa sortie en salles en France

## Distribution
- Michael Fassbender (VFB : Philippe Résimont) : Bobby Sands[4]
- Liam Cunningham : prêtre, aumônier catholique de la prison[3]
- Stuart Graham : Ray Lohan
- Liam McMahon : Gerry
- Lalor Roddy : William
- Laine Megaw : Mrs. Lohan
- Helena Bereen : la mère de Ray
- Aaron Goldring : l'ami d'enfance de Bobby

## Autour du film
- Hunger retrace des événements réels que sont la grève de la faim irlandaise des militants de l'IRA et de l'INLA de 1981, et la mort de Bobby Sands[7].
- Le film a été notamment remarqué par la critique pour un plan en caméra fixe de dix-sept minutes où le prêtre joué par Liam Cunningham tente de dissuader Sands de se lancer lui et d'autres prisonniers dans une grève de la faim[6],[8],.
- Michael Fassbender a maigri de 14 kg pour les besoins de son rôle[9].

## Distinctions
- Festival de Cannes 2008 : Caméra d'or[5] et prix FIPRESCI
- Festival du film de Sydney 2008 : Grand Prix
- Grand prix de l'Union de la critique de cinéma 2008